# Tetsuya Okabe
Tetsuya Okabe (jap. 岡部哲也 Okabe Tetsuya; ur. 15 maja 1965 w Otaru) – były japoński narciarz alpejski. Nie startował na mistrzostwach świata. Zajął 12. miejsce w slalomie na igrzyskach w Calgary. Najlepsze wyniki w Pucharze Świata osiągnął w sezonie 1989/1990, kiedy to zajął 22. miejsce w klasyfikacji generalnej, a w klasyfikacji slalomu był siódmy.

## Sukcesy

### Puchar Świata

#### Miejsca w klasyfikacji generalnej
- 1984/1985 – 110.
- 1986/1987 – 63.
- 1987/1988 – 33.
- 1988/1989 – 37.
- 1989/1990 – 22.
- 1990/1991 – 42.
- 1991/1992 – 134.
- 1992/1993 – 111.

#### Miejsca na podium
1. Oppdal – 22 marca 1988 (slalom) – 2. miejsce
2. Schladming – 12 stycznia 1990 (slalom) – 3. miejsce